# Telești
Telești è un comune della Romania di 2749 abitanti, ubicato nel distretto di Gorj, nella regione storica dell'Oltenia.
Il comune è formato dall'unione di 3 villaggi: Buduhala, Șomănești, Telești. Il centro abitato è attraversato dal 45º parallelo, la linea equidistante fra il Polo nord e l'Equatore.